# Oreogeton congruens
Oreogeton congruens är en tvåvingeart som beskrevs av Collin 1933. Oreogeton congruens ingår i släktet Oreogeton och familjen Oreogetonidae. Inga underarter finns listade i Catalogue of Life.